# Kukaklek Lake
Der Kukaklek Lake ist ein See im Südwesten des US-Bundesstaates Alaska an der Westflanke der Aleutenkette. 
Der See liegt vollständig im Katmai-Nationalpark, hat eine Fläche von 173,72 km² und liegt auf 247 m ü. NN. 
Der Kukaklek Lake besitzt eine Längsausdehnung in Ost-West-Richtung von 38 km. Die Seebreite beträgt 9,2 km.
Den Abfluss des Sees am westlichen Ufer bildet der Alagnak River. Die größten seiner zahlreichen Zuflüsse sind der Nanuktuk Creek und der Moraine Creek. Am östlichen Seeufer befindet sich die 8,3 km lange Bucht Narrow Cove, in welche der Abfluss des weiter östlich gelegenen Battle Lake mündet.